# Euthalia amanda
Euthalia amanda är en fjärilsart som beskrevs av William Chapman Hewitson 1861. Euthalia amanda ingår i släktet Euthalia och familjen praktfjärilar. Inga underarter finns listade i Catalogue of Life.

## Bildgalleri

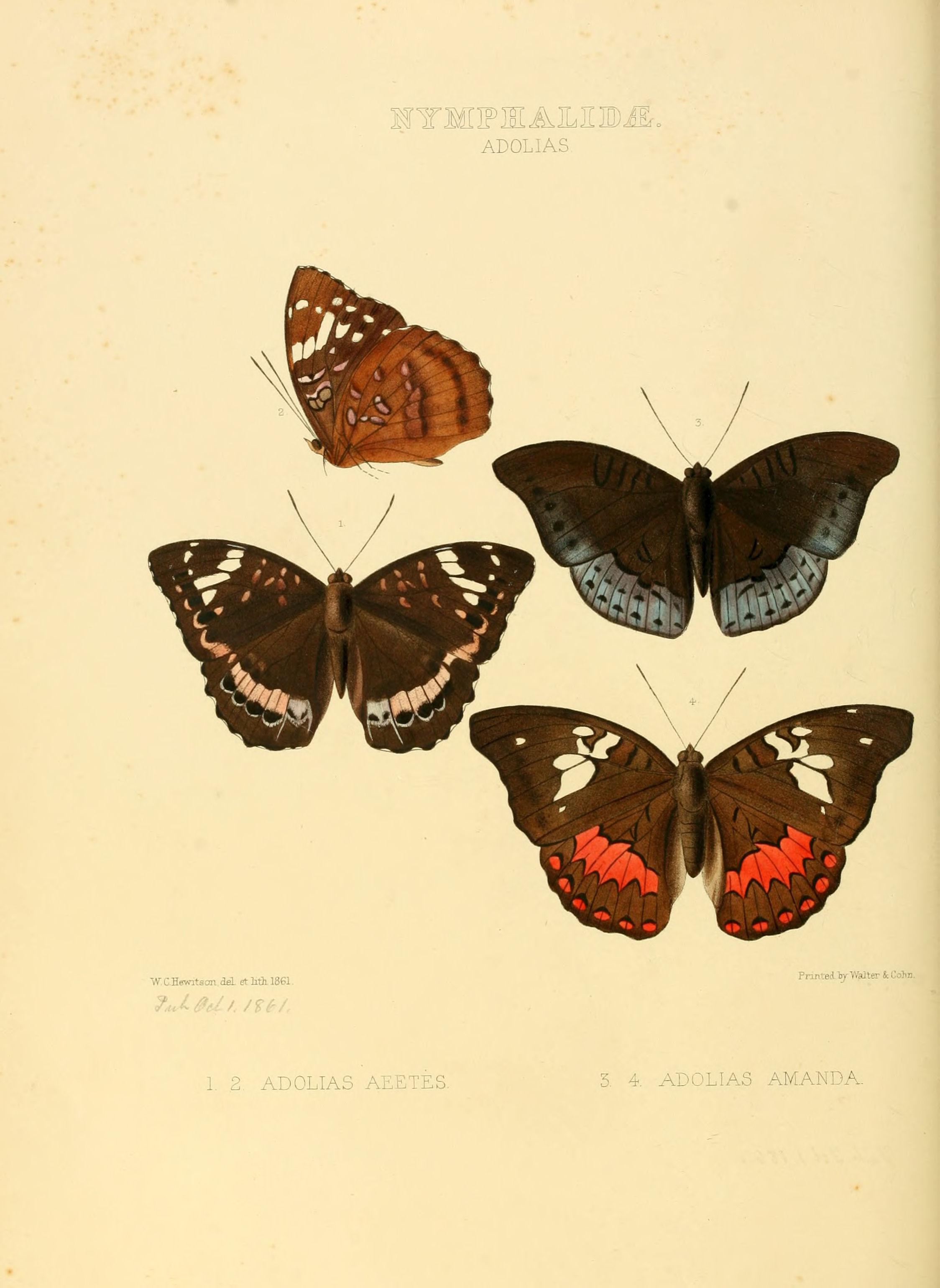